# Павловка (Синельниковский район)
Павловка (укр. Павлівка) — село,
Михайловский сельский совет,
Синельниковский район,
Днепропетровская область,
Украина.
Код КОАТУУ — 1224885005. Население по переписи 2001 года составляло 163 человека.

## Географическое положение
Село Павловка находится на берегу реки Осокоровка,
выше по течению на расстоянии в 0,5 км расположено село Петровское,
ниже по течению на расстоянии в 1 км расположено село Дубо-Осокоровка.
Рядом проходит автомобильная дорога М-18 (E 105).